# Ignace Moussa I Daoud
O Patriarca Emérito Sírio Ignace Moussa I Cardeal Daoud, nascido Basile Moussa Daoud, em árabe إغناطيوس موسى الاول داود (Meskané, Síria, 18 de setembro de 1930 - Roma, Itália, 7 de Abril de 2012) foi um cardeal da Igreja Católica de rito oriental.

## Família e educação
Ignace Moussa I Daoud era filho de Daoud Moussa Daoud e Kahla Elias Dabbas. A família tinha seis irmãos, três meninas e três meninos. Seu nome de batismo era Basile. Seu nome também consta como Ignatius Basile Moses.
Fez seus estudos iniciais na escola paroquial de sua aldeia natal dirigida pelo Padre Hanna Makdissi; em dezembro de 1941, ingressou no Seminário Santo Efrém-São Bento de Jerusalém dos Padres Beneditinos Franceses, onde fez seus estudos complementares e secundários. Em 1948, após a guerra na Palestina entre judeus e árabes, o seminário foi transferido para o Convento de Charfeh, no Líbano; lá, concluiu o último ano de seus estudos secundários, estudou filosofia e teologia de 1949 a 1955. Em 1962, foi enviado a Roma para estudar na Pontifícia Universidade Lateranense, onde obteve a licenciatura em direito canônico em 1964. Falava árabe, francês e italiano.

## Sacerdócio
Ordenado em 17 de outubro de 1954, na Catedral de São Jorge dos Sírios Católicos, Beirute, pelo Cardeal Ignace Gabriel I Tappouni, de Antioquia dos Sírios. Em 1955, Padre Ignace retornou à sua diocese de origem, Homs, e foi nomeado professor de catecismo na Escola São José; vigário do cura de Homs; mais tarde, diretor daquela escola e cura de Homs; secretário do arcebispo; e, finalmente, vigário geral episcopal. Ao retornar dos estudos em Roma, foi secretário do patriarca sírio, Beirute, 1965-1970. Em 1970, o Patriarca Ignace Antoine II Hayek o nomeou secretário do patriarcado; ocupou o cargo por sete anos. Defensor do vínculo matrimonial no tribunal patriarcal, Beirute.

## Episcopado
Eleito bispo do Cairo dos Sírios, Egito, pelo Sínodo Patriarcal Sírio-Católico reunido em Charfeh, Líbano, em 2 de julho de 1977; o Papa Paulo VI consentiu com sua eleição em 22 de julho. Consagrado em 18 de setembro de 1977 na igreja do convento de Notre-Dame de la Délivrance, Charfeh, Daroun, Líbano, por Ignace Antoine II Hayek, patriarca de Antioquia dos Sírios, auxiliado por Flavien Zacharie Melki, arcebispo titular de Amida dei Siri, e por Joseph Jacob Abiad, arcebispo de Homs, Hama et Nabk dos Sírios. Em sua consagração, ele adotou o nome de Basile Moussa Daoud. Foi entronizado na igreja de Santa Catarina, no Cairo, em 7 de outubro de 1977.
Dom Moussa Daoud foi consultor e, posteriormente, membro da Pontifícia Comissão para a Revisão do Código dos Cânones da Igreja Oriental (CCEO) e presidiu a Comissão para a tradução árabe da CCEO. Construiu a catedral de Notre-Dame du Rosaire, no Cairo. Promovido à arquidiocese de Homs, Hama et Nabk dos Sírios pelo Sínodo Patriarcal Sírio-Católico, em 1º de julho de 1994. O Papa João Paulo II consentiu com sua promoção em 6 de julho. Basile Moussa Daoud foi entronizado na igreja de Notre-Dame Délivrance em Zeidal, Homs, em 18 de setembro de 1994. Participou da Assembleia Especial para a Ásia do Sínodo dos Bispos, Cidade do Vaticano, 1998.
Eleito 134º Patriarca de Antioquia dos Sírios em 13 de outubro de 1998, no Líbano, pelo Sínodo Patriarcal Sírio-Católico. Adotou o nome de Ignace Moussa I. O Papa João Paulo II concedeu-lhe a ecclesiastica communio em 20 de outubro e foi entronizado como patriarca em 25 de outubro, na catedral de Notre-Dame de l'Annonciation, Beirute. Realizou sua primeira visita ad limina Apostolorum, de 12 a 20 de dezembro de 1998. Nomeado prefeito da Congregação para as Igrejas Orientais e grão-chanceler do Pontifício Instituto Oriental em 25 de novembro de 2000. Renunciou ao patriarcado de Antioquia dos Sírios em 8 de janeiro de 2001.

## Cardinalato
Em 1998, foi elevado a , no Líbano, tornando-se assim no líder da Igreja Católica Siríaca. Foi elevado ao cardinalício no Consistório Público de 2001, como cardeal-bispo, uma vez que era patriarca de rito oriental. Nesse ano, foi feito prefeito para a Congregação para as Igrejas Orientais, cargo que exerceu até 2007, quando retirou-se da vida episcopal, sendo atual Patriarca-emérito de Antioquia.
Criado cardeal bispo, uma vez que era patriarca de rito oriental, pelo Papa João Paulo II em 21 de fevereiro de 2001. Participou da Décima Assembleia Ordinária do Sínodo dos Bispos, Vaticano, 2001. Em 5 de dezembro de 2004, por encargo do papa, confirmou a ecclesiastica communio ao recém-eleito patriarca da Babilônia dos Caldeus, Emmanuel III Delly, durante a missa celebrada na basílica patriarcal do Vaticano. Participou do conclave de 18 a 19 de abril de 2005, que elegeu o Papa Bento XVI.
Reconduzido pelo novo papa como prefeito da Congregação para as Igrejas Orientais e grão-chanceler do Pontifício Instituto Oriental, em 21 de abril de 2005. Participou da XI Assembleia Geral Ordinária do Sínodo dos Bispos, Vaticano, de 2005. Delegado papal à cerimônia de confirmação da ecclesiastica communio a Antonios Naguib, novo patriarca de Alexandria dos Coptas, em cerimônia em 19 de dezembro de 2006 na basílica papal de S. Paolo fuori le mura, em Roma. Renunciou à prefeitura da Congregação para as Igrejas Orientais, por motivo de limite de idade, em 9 de junho de 2007. Perdeu o direito de participar do conclave ao completar oitenta anos, em 18 de setembro de 2010.

Cardeal Ignace Moussa I Daoud faleceu em 7 de abril de 2012, às 8h, de complicações cardiovasculares após sofrer um derrame enquanto se recuperava na clínica romana "Pio XI". Seu funeral ocorreu no Altar da Cátedra da Basílica Papal do Vaticano em 10 de abril de 2012, presidido pelo Cardeal Angelo Sodano. Seu corpo foi levado a Beirute no dia seguinte e velado para a bênção e despedida na capela do Santo Patriarcado de Beirute nos dias 13 e 14 de abril. Uma missa de corpo presente, presidida pelo Patriarca Younan, foi celebrada em sufrágio do cardeal na segunda-feira, 16 de abril, na Catedral de Nossa Senhora da Anunciação, em Beirute. Em seguida, seu corpo foi sepultado na cripta dos patriarcas no mosteiro de Charfeh, em Daroun, ao lado do túmulo do Cardeal Inácio Gabriel I Tappouni.